# Наташа Урбанчич
Наташа Урбанчич (25 листопада 1945, Целє — 22 червня2011)  — словенська атлетка.

## Кар'єра
Наташа представляла на Літніх Олімпійських іграх 1968 року та Літніх Олімпійських іграх 1972 року. Урбанчич брала участь у змаганнях з легкої атлетики в киданні спису. Вона фінішувала відповідно посівши 6-те та 5-те місце. Наташа здобула бронзову медаль в киданні списа на чемпіонаті європи з легкої атлетики. Урбанчич здобувала титул Словенська спортсменка року шість років підряд, з 1969 по 1974 роки. Вона весь час пробувала здобути титул майстра легкої атлетики в своїй віковій категорії, встановивши світовий рекорд W55.